# Walter Habdank
Walter Habdank (* 5. Februar 1930 in Schweinfurt; † 26. November 2001 in Berg am Starnberger See) war ein deutscher Maler und Grafiker.

## Leben
Walter Habdank wurde 1930 als Sohn eines evangelischen Diakons und dessen Frau geboren. Seit seinem zehnten Lebensjahr lebte Habdank in München. Nach dem Abitur am humanistischen Theresien-Gymnasium München besuchte er von 1949 bis 1953 die Akademie der Bildenden Künste München und studierte Malerei und Graphik bei Professor Walther Teutsch.
Nach dem Studium war Walter Habdank ein freischaffender Künstler. Es folgten etliche Jahre voller finanzieller Engpässe und Schwierigkeiten, bis ihm seine meditativen Holzschnitte, die bundesweite Verbreitung fanden, zum Durchbruch verhalfen und ihn rasch zu einem der bekanntesten Vertreter der christlichen Kunst werden ließen.
Ab 1979 lebte und arbeitete Walter Habdank in Berg am Starnberger See. Er ist der Vater seiner drei Söhne Johannes Habdank, Pfarrer, Rabe Habdank, Kunstmaler, und Wowo Habdank, Schauspieler.

## Werk

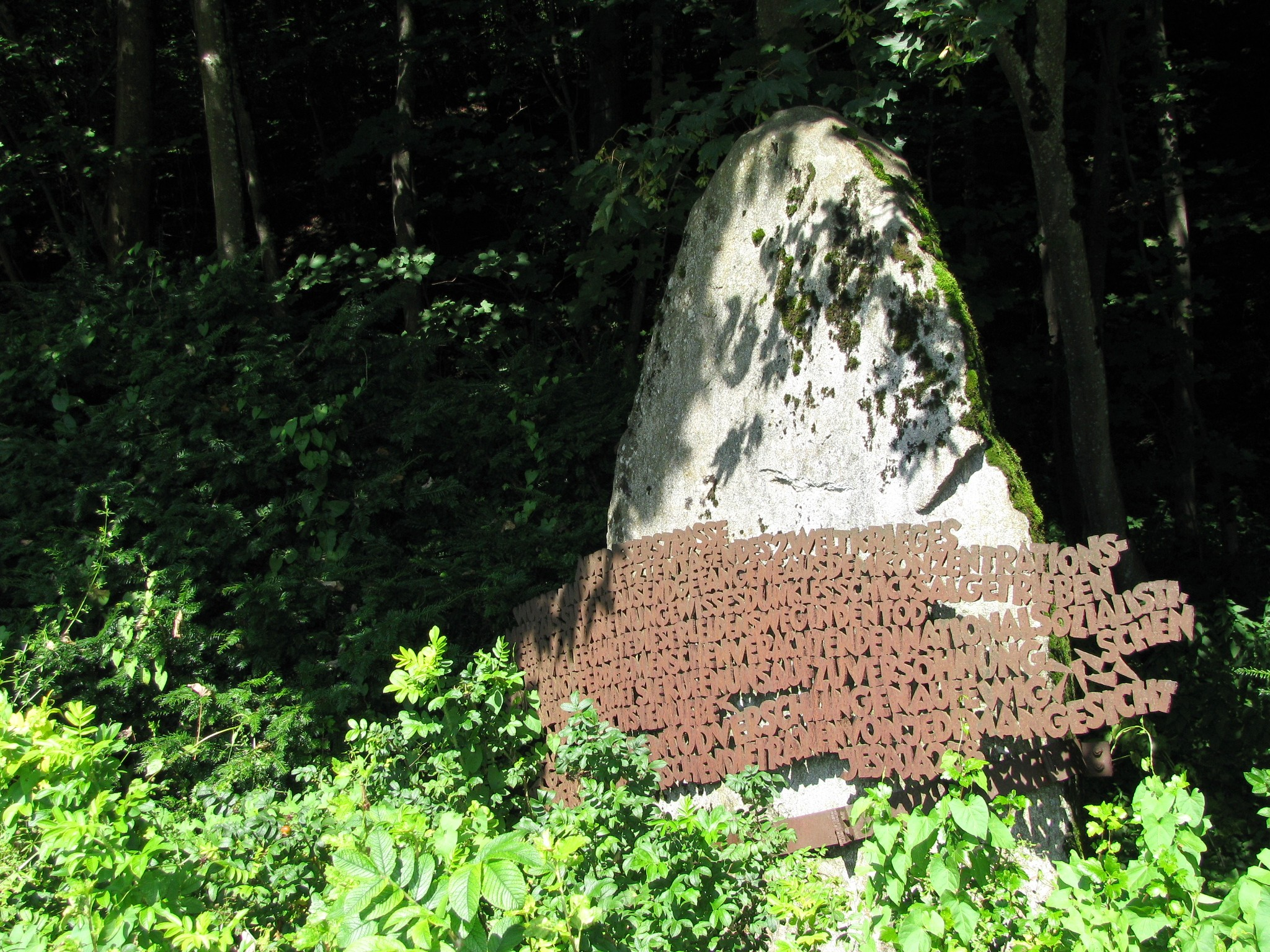
Mahnmal von Walter Habdank an den Todesmarsch von KZ-Häftlingen des KZ Dachau am Ende des Zweiten Weltkriegs durch das Würmtal; Standort bei der Kapelle Petersbrunn zwischen Starnberg und Leutstetten

Neben seinen populären Lithographien und Holzschnitten schuf er Landschaftsbilder in Öl und in Aquarelltechnik, Frauenakte, Stillleben sowie Blumen- und Pflanzendarstellungen. Außerdem zeichnete er für eine Vielzahl von Wandmalereien und Altarbilder.
- Wandmalerei im Foyer und der Kapelle der Seniorenresidenz Augustinum in Bonn.
- Ein großformatiges Holzschnittportrait von Joseph Kardinal Höffner im Foyer des Gymnasiums Collegium Josephinum in Bonn.
- Ein großformatiges Wandbild nach dem Vorbild barocker Apsismalerien in der evangelisch-lutherischen Friedenskirche in Bayreuth.
- Die Symbolik des Sozialunternehmens Augustinum Gruppe. Dessen Gründer Georg Rückert war mit Habdank befreundet.
- Siebenschmerzenkreuz in der Kapelle im Apostolatshaus Hofstetten.
- Glasfenster in der Franziskus-Kapelle Tutzing.